# The Worth of a Man
The Worth of a Man è un cortometraggio del 1912 diretto da J. Farrell MacDonald.

## Produzione
Il film fu prodotto dall'Independent Moving Pictures Co. of America (IMP).

## Distribuzione
Il film uscì nelle sale il 25 gennaio 1912, distribuito dalla Motion Picture Distributors and Sales Company.